# Carla Lockhart
Carla Rebecca Lockhart (née le 28 février 1985) est une femme politique britannique. Elle est députée pour Upper Bann depuis 2019. Elle est auparavant députée de Upper Bann, élue lors des élections de 2016 pour le Parlement d'Irlande du Nord .

## Jeunesse et carrière
Lockhart est née de Kenneth et Valerie Lockhart à Aughnacloy, dans le Comté de Tyrone, dans une famille ouvrière. Elle fréquente le lycée Aughnacloy, avant de fréquenter Armagh Tech (qui fait maintenant partie du Southern Regional College) puis d'obtenir un diplôme en commerce de l'Université d'Ulster. Intéressée par la politique depuis son plus jeune âge, elle est membre des Jeunes Démocrates du DUP dans sa jeunesse.

## Carrière politique
Lockhart est élue au conseil d'arrondissement de Craigavon en 2007, représentant la région de Lurgan. Elle est maire de Craigavon de 2012 à 2013 et démissionne en 2016 pour se présenter aux élections de l'Assemblée. Lockhart est présidente de l'Association des collectivités locales d'Irlande du Nord de 2015 à 2016.
Elle travaille à plein temps au Lurgan DUP Advice Centre sous Stephen Moutray, tout en étant conseillère . Lockhart est élue député de Upper Bann en 2016 .
Le 13 décembre 2019, Lockhart remporte la circonscription d'Upper Bann à Westminster, succédant au député sortant David Simpson (homme politique, 1959), et démissionne de son siège de député de Upper Bann à l'Assemblée d'Irlande du Nord,,.
Lockhart est gouverneur de la Lurgan Junior High School et de la Magheralin Primary School.

## Vie privée
Lockhart est membre de l'Église presbytérienne libre d'Ulster. Elle est mariée à Rodney Condell, un métreur.